# Miraselva
Miraselva is een gemeente in de Braziliaanse deelstaat Paraná. De gemeente telt 1.946 inwoners (schatting 2009).

## Aangrenzende gemeenten
De gemeente grenst aan Centenário do Sul, Florestópolis, Jaguapitã en Prado Ferreira.